# 雷斯蘭 (路易斯安那州)
雷斯蘭（英語：Raceland）是位於美國路易斯安那州拉福什堂區的一個普查規定居民點。

## 人口
根據2020年美國人口普查的數據，雷斯蘭的面積為55.99平方千米，當中陸地面積為55.86平方千米，而水域面積為0.13平方千米。當地共有人口9768人，而人口密度為每平方千米174.46人。